# USS Enterprise (NCC-1701-D)
 For alternative betydninger, se USS Enterprise. (Se også artikler, som begynder med USS Enterprise)
Stjerneskibet USS Enterprise (NCC-1701-D) (også kaldet Enterprise-D for at skelne mellem tidligere og senere stjerneskibe med samme navn) er et stjerneskib fra det 24. århundrede i det fiktive Star Trek-univers og omdrejningspunktet i tv-serien Star Trek: The Next Generation.
Enterprise-D er af Galaxy-klassen og er det femte Fødrations-stjerneskib i Star Trek-universet med navnet Enterprise. Enterprise-D er stjerneflådens flagskib.
I filmen Star Trek Generations bliver skibet destrueret efter at have været i kamp med Duras-søstrenes skib, "stardrive"-delen eksploderede og tallerken-delen nødlandede på planeten Veridan III. Enterprise-Ds efterfølger var skibet USS Enterprise (NCC-1701-E)
| Fiktion | Spire Denne artikel om en historie eller noget fiktivt er en spire som bør udbygges. Du er velkommen til at hjælpe Wikipedia ved at udvide den. |